# Tankebyggarorden

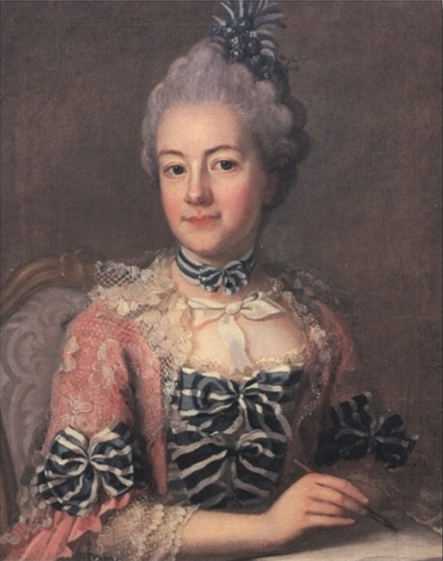
Hedvig Charlotta Nordenflycht

La Tankebyggarorden (en sueco, literalmente «Orden de los Constructores del Pensamiento») fue una sociedad secreta sueca fundada en Estocolmo en 1753 cuyas actividades se prolongaron hasta 1762, con el propósito principal de difundir la estética del Neoclasicismo y las ideas de la Ilustración en el país.

## Historia
La sociedad fue fundada en 1753 por el oficial Carl Friedrich Eckleff, un activo masón, y por el poeta sueco-finlandés Anders Gottlieb Herkepæus. Se reunía una vez a la semana y se dedicaba principalmente a la literatura. Rivalizaba con la Academia de Letras de Suecia fundada en ese mismo año por la reina. Antes de finalizar el año, ya eran 34 sus miembros: funcionarios, sacerdotes, abogados y militares y, entre los jóvenes poetas, Gustaf Philip Creutz, Gustaf Fredrik Gyllenborg y la poetisa y única mujer del grupo Hedvig Charlotta Nordenflycht. Otras figuras notables fueron los hermanos Israel y Carl Torpadius, Axel Gabriel Leijonhufvud y Johan Fischerström.
Cada miembro adoptó un sobrenombre (Nordenflycht, Urania, Gyllenborg, Fiel, Creutz, Mediodía, etc.). Los miembros principales eran Nordenflycht, Creutz y Gyllenborg, que redactaron la mayor parte de lo que fue impreso por la sociedad, por ejemplo la antología Våra försök (3 vols. 1753-1755). Una segunda recopilación, Witterhets arbeten, utgifne af et samhälle i Stockholm (3 vols., 1759-1762) contiene ya algunas obras maestras. En 1763 la Tankebyggarorden se disolvió cuando Nordenflycht murió y Creutz fue enviado como diplomático a España. Un intento de reactivarla en 1775 fracasó.